# Carles Prats i Padrós
Carles Prats y Padrós (Barcelona, 1975) es un periodista catalán que fue presentador del “Telenotícies migdia” de TV3 desde septiembre del 2009 hasta septiembre de 2020. Codirector del documental “MyFriend” y, anteriormente, corresponsal en Bruselas y París.

## Biografía
Licenciado en Periodismo en la Universidad Autónoma de Barcelona, se inició profesionalmente en medios locales. A la vez, fue estudiante en prácticas en TV3 y también en TVE Cataluña. Empezó a trabajar en TV3 como redactor de la sección de Internacional.
Ha sido corresponsal de TV3 en Bruselas y en París, donde colaboró con medios como por ejemplo El Periódico de Cataluña, la agencia ACN y BBC-Mundo Radio. También ha sido redactor y presentador del canal 3/24 y del desaparecido informativo "Món33". Como redactor de la sección de Internacional de Televisión de Cataluña y ha sido enviado especial a varios países europeos, como por ejemplo los Países Bajos, Reino Unido, Irlanda, Austria, Italia, Alemania, Portugal, Finlandia, Eslovenia, Polonia, Suiza, Rusia y Letonia. También ha sido enviado especial en el Pakistán (septiembre-noviembre de 2001) durante los bombardeos y posterior invasión de la Afganistán.
Desde septiembre del 2009 presenta el “Telenotícies Migdia”. Ha sido conductor junto a Agnès Marqués, Lídia Heredia y Núria Solé. Desde septiembre del 2015 lo hace junto a Ariadna Oltra. También ha sido, ocasionalmente, el sustituto de Toni Cruanyes y ha llevado también el “Telenotícies Vespre”.
Ha presentado varios programas electorales: europeas del 2009 (desde el Parlamento Europeo), segunda vuelta de las presidenciales francesas del 2012, presidenciales en los EE. UU. del 2012, municipales del 2015, autonómicas del 2015, generales del 2015, generales del 2016. En estos últimos programas ha destacado la innovación impulsada por TV3. Carles Prats se encargó de presentar los resultados gracias a la realidad virtual, tanto desde el plató como desde el hemiciclo mismo del Parlamento. En las municipales del 24M, Carles Prats y Núria Solé utilizaron la tecnología del mapping para presentar los ganadores en las fachadas de las cuatro capitales catalanas. En las elecciones en el Parlamento del 27S, Carles Prats estaba físicamente al hemiciclo, donde va presentando los diputados electos que aparecían virtualmente en forma de hologramas, mientras Agnès Marqués explicaba las grandes cifras que aparecían a la escala del Parlamento. En las elecciones generales, la apuesta de TV3 fue recrear un hemiciclo virtual con Xavi Coral, y unos grandes mapas que iba explicando Carles Prats en función de los resultados.
Ha codirigido con Paulí Subirà el documental “My friend”, estrenado en TV3 el 14 de junio del 2016.  El trabajo posa cara a los protagonistas de la crisis de los refugiados en Grecia y a las personas que intentan ayudarlos. El documental incluye contenidos complementarios filmados con una cámara de 360°.
El 11 de septiembre de 2013 presentó la retransmisión especial de TV3 de la Vía Catalana. El mes de diciembre del mismo año, junto a Lídia Heredia hizo la entrevista institucional al Presidente de la Generalitat. Y el enero del 2014, entrevistaron al principal de la oposición.
También trabajó al Grup Flaix (Flash FM y Radio Flaixbac), y en Barcelona Televisión (BTV) donde fue reportero y presentador de informativos y programas de debate. Es miembro de la Junta de Gobierno del Colegio de Periodistas de Cataluña y responsable del Grupo de Trabajo de Medios Públicos. También forma parte de la Asociación de Periodistas Europeos de Cataluña.
Imparte talleres de televisión informativa a Torrebarrina (Centre Municipal de Creación Multimedia de la Hospitalet), es patrón honorífico de la Fundación CardioDreams y colabora activamente con la AACIC (Asociación de Cardiopatías Congénitas).